# Lettere dal carcere
Lettere dal carcere è il titolo con cui sono state pubblicate (in varie edizioni postume) le lettere inviate da Antonio Gramsci durante la sua lunga detenzione voluta dalla dittatura fascista per reprimere la sua attività di oppositore del regime.
La prima edizione fu pubblicata dall'editore Giulio Einaudi nel 1947 per decisione di Palmiro Togliatti, che scelse di presentare una raccolta incompleta, di 218 testi, come primo volume delle "Opere di Gramsci". Il libro vinse il Premio Viareggio nello stesso anno.
Ulteriori edizioni, comprendenti via via sempre più testi, si sono succedute nel dopoguerra. L'opera è considerata un classico del '900, per il suo valore intellettuale, letterario e di testimonianza.

## Contenuto

### L'arresto, il confino a Ustica, la carcerazione preventiva
L'8 novembre 1926 il deputato Antonio Gramsci fu arrestato, in violazione dell'immunità parlamentare; lo stesso giorno Mussolini aveva infatti disposto l'arresto dei deputati comunisti, in modo da impedire loro di partecipare alla seduta di Montecitorio del giorno seguente. Venne rinchiuso in isolamento a Regina Coeli, da cui uscì in manette il 25 dello stesso mese, diretto al confino di polizia di Ustica, che raggiunse il 7 dicembre dopo aver transitato per le carceri di Napoli e di Palermo. Le sue prime tre lettere da Regina Coeli, datate 20 novembre, sono indirizzate rispettivamente alla moglie Giulia Schucht (spesso nelle lettere chiamata col suo diminutivo russo Julca o Iulca), alla madre (in Sardegna) e alla sua padrona di casa di Roma, quest'ultima lettera per domandare «scusa per i disturbi e i fastidi» arrecati e per chiedere l'invio di alcuni libri. La permanenza nel carcere di Roma e il successivo viaggio in cattività fino a Ustica sono narrati nella lettera del 19 dicembre indirizzata alla cognata Tatiana Schucht (qui, come spesso, chiamata col suo diminutivo Tania). Le lettere da Ustica testimoniano, fra l'altro, dei cordiali rapporti fra Gramsci e il suo compagno di confino Amadeo Bordiga, nonostante i contrasti politici che avevano diviso i due dirigenti comunisti negli anni precedenti. Il 20 gennaio 1927 Gramsci venne nuovamente arrestato per essere tradotto al carcere di San Vittore a Milano, dove giunse il 7 febbraio dopo un lunghissimo viaggio con parecchie soste in carceri e caserme lungo l'itinerario; a San Vittore rimase in isolamento fino a novembre.
La lettera da San Vittore del 12 febbraio 1927 (indirizzata alla cognata Tatiana e, per suo tramite, alla moglie) descrive il viaggio in manette dalla Sicilia:
Questa lettera, tuttavia, non giunse a destinazione, perché sequestrata a fini istruttori e allegata al fascicolo processuale di Gramsci. Più tardi, nell'ottobre 1931, Gramsci avrebbe alluso all'episodio definendo ironicamente «troppo sincera» la lettera sequestrata, e giustificando in tal modo il tono di dissimulazione che era spesso costretto ad assumere nella sua comunicazione epistolare.
A partire dal 1927 Tatiana Schucht era diventata «l'unico tramite di Gramsci con l'esterno» e in particolare col Partito comunista, che le aveva affidato espressamente l'incarico di assistere moralmente e materialmente il detenuto; compito che Tatiana assolse per il resto della vita del dirigente comunista. In questo compito Tatiana fu presto affiancata da Piero Sraffa, economista vicino al PCI, amico personale di Gramsci e di Palmiro Togliatti. Zio di Piero Sraffa era Mariano d'Amelio, senatore nonché presidente della Corte di Cassazione, «personalità molto influente che attivò le sue relazioni con l'alta burocrazia del regime a favore di Gramsci in più di una occasione». Tatiana copiava le lettere inviatele da Gramsci e le inoltrava a Sraffa, che a sua volta le inoltrava a Togliatti.
Il 19 marzo 1927 Gramsci annuncia a Tatiana un programma di lavoro che intende svolgere durante la detenzione:
Si tratta del «primissimo progetto di quelli che solo due anni più tardi saranno i Quaderni», che Gramsci inizierà a scrivere solo nel febbraio 1929.
Il 19 marzo 1928 gli venne notificato il rinvio a giudizio davanti al Tribunale speciale per la difesa dello Stato.

### La "strana lettera" di Grieco
A fine marzo 1928 Gramsci ricevette a San Vittore una lettera inviatagli dall'estero dal dirigente comunista Ruggero Grieco, in cui quest'ultimo lo salutava a nome degli altri comunisti in esilio, gli comunicava una serie d'informazioni sulla situazione del movimento comunista internazionale e gli parlava di un progetto di pubblicazione di una scelta di articoli gramsciani degli anni precedenti, di cui avrebbe dovuto occuparsi Palmiro Togliatti:

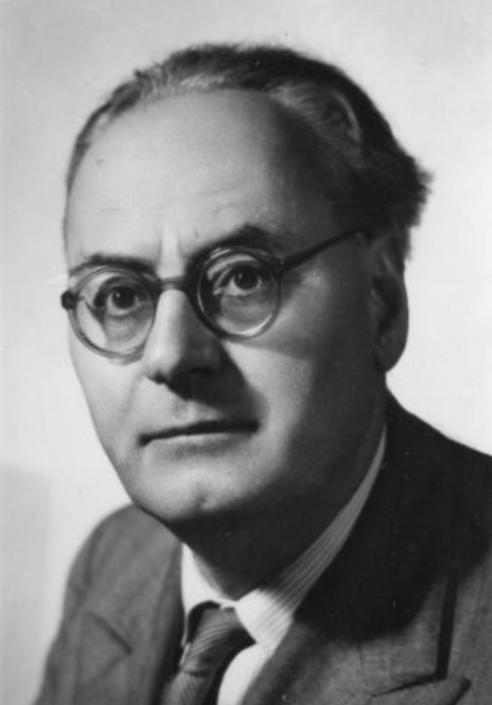
Ruggero Grieco

La lettera venne intercettata dal giudice istruttore Enrico Macis (che aveva il compito di istruire il "processone" contro il gruppo dirigente comunista), il quale la mostrò a Gramsci definendola molto compromettente e insinuando che fosse stata inviata con l'intento di far condannare l'imputato. La lettera fece nascere un rovello tormentoso in Gramsci, che avrebbe finito per persuadersi che essa fosse stata causa della sua condanna. Egli vi avrebbe fatto riferimento una prima volta in una lettera alla moglie del 30 aprile, scrivendo di avere ricevuto «recentemente, una strana lettera firmata Ruggero» che lo aveva fatto «inalberare», e poi più estesamente in una lettera a Tatiana del 5 dicembre 1932:
Pubblicata per la prima volta nel 1968, la "strana" lettera di Grieco suscitò da allora una ininterrotta disputa interpretativa. Secondo alcuni storici (in particolare Paolo Spriano e Giuseppe Fiori), il motivo principale dell'irritazione di Gramsci sarebbe consistito nel fatto che Grieco gli si rivolgeva come a un capo del PCI, aggravando così la sua posizione processuale; questi studiosi ritengono che il turbamento di Gramsci sia stato, pertanto, ingiustificato, dal momento che gli inquirenti sapevano benissimo del suo ruolo dirigente e non avevano bisogno dell'ulteriore prova costituita dalla lettera. Nel 2012, sulla base di una documentazione resasi disponibile nel frattempo, Giuseppe Vacca avanzò una diversa ipotesi interpretativa: secondo Vacca, «le responsabilità attribuite da Gramsci e dallo stesso Macis alla "strana lettera" non riguardavano la situazione processuale del detenuto, bensì le possibilità della sua liberazione». La lettera di Grieco a Gramsci (così come un'altra lettera, contemporanea, dello stesso mittente a Umberto Terracini) conterrebbe «trasparenti allusioni a una trattativa in corso fra il governo sovietico e quello italiano» avente ad oggetto la liberazione di Gramsci. Grieco avrebbe, cioè, alluso a una prossima scarcerazione di Gramsci, di cui «rivendicava incautamente il merito all'impegno del partito: un impegno ininterrotto, dal quale Grieco mostrava di attendersi buoni risultati a breve». Tuttavia, continua Vacca, «se erano trasparenti per Gramsci, quelle allusioni lo erano anche per le autorità inquirenti, e consegnare nelle mani di Mussolini una prova che, se Gramsci fosse stato liberato, il partito avrebbe potuto rivendicarne il merito, era un gesto così sconsiderato da prestarsi al sospetto d'una macchinazione».

### Condanna e reclusione
In una lettera datata 10 maggio 1928 Gramsci annunciò alla madre il proprio imminente trasferimento a Roma per essere processato:
L'11 maggio partì in cattività per Roma, dove venne nuovamente rinchiuso a Regina Coeli. Il 4 giugno, dopo un processo farsa che coinvolgeva ventidue imputati comunisti e il cui dibattimento durò solo sette giorni, il Tribunale speciale lo condannò a vent'anni, quattro mesi e cinque giorni di reclusione. Per le sue precarie condizioni di salute venne assegnato alla Casa penale speciale di Turi (destinata ai detenuti malati), dove giunse il 19 luglio. Qui gli venne inizialmente concesso di scrivere una lettera ai familiari ogni quindici giorni. Nel gennaio 1929 ottenne il permesso di scrivere in cella e a febbraio iniziò a redigere i Quaderni del carcere. A partire dal 13 luglio 1931 poté scrivere lettere ai familiari tutte le settimane. A Turi, Gramsci riceveva, a giorno e ora fissa, un foglio bianco di quattro facciate, che doveva riempire e consegnare alla guardia carceraria; talvolta, in una lettera a Tania, egli riservava una metà del foglio a un altro destinatario, al quale la cognata avrebbe poi provveduto ad inoltrare quel mezzo foglio.
Su sollecitazione di Sraffa (il quale, tramite Tatiana, lo incoraggiava a proseguire le sue ricerche e a comunicarne gli esiti per via epistolare), Gramsci scrisse il 7 settembre 1931 una notevole lettera sulla storia degli intellettuali italiani, che comprende una delle formulazioni della sua teoria dell'egemonia culturale:

Umberto Cosmo

Il 21 settembre 1931 indirizzò a Tatiana, perché la facesse pervenire a Umberto Cosmo (che era stato professore d'università di Gramsci), una sua interpretazione del canto X dell'Inferno di Dante. Nell'autunno del 1931 ebbe luogo fra i due cognati uno scambio di lettere, che traeva spunto dalla visione da parte di Tatiana del film Due mondi; le risposte di Gramsci riassumono il suo punto di vista sulla questione ebraica, improntato all'assimilazionismo e al rifiuto tanto dell'antisemitismo, e del razzismo in generale, quanto del sionismo.
Nella primavera del 1932 scrisse a Tatiana cinque importanti lettere sulla filosofia di Benedetto Croce. La lettera del 2 maggio torna sul concetto di egemonia, che Gramsci considera come «il tratto essenziale» del marxismo più moderno:
Nel giugno 1932 fu costretto ad abbandonare il sistema, avviato nella corrispondenza con la cognata, di inserire nelle sue lettere recensioni su argomenti culturali o letterari, perché la direzione del carcere aveva cominciato a insospettirsi. Il 29 luglio il Ministero di Grazia e Giustizia invitò il direttore a sorvegliare con cura particolare la corrispondenza di Gramsci e a bloccare le lettere con contenuto politico. Gramsci sviluppò comunque e approfondì nei Quaderni le tematiche politiche e culturali accennate nelle lettere.
Intanto le condizioni di salute del prigioniero continuavano a peggiorare. A causa dei rumori notturni (la sua cella si trovava accanto al posto di guardia dei secondini) egli soffriva d'insonnia cronica. Il 3 agosto 1931 ebbe uno sbocco di sangue, e il 7 marzo 1933 una seconda grave crisi a seguito della quale il professor Uberto Arcangeli (primario degli Ospedali Riuniti di Roma, che, su iniziativa di Tania e di Sraffa, lo visitò in prigione) dichiarò che Gramsci non avrebbe potuto sopravvivere a lungo in carcere e ne consigliò il ricovero in ospedale o in clinica; suggerì inoltre a Gramsci di presentare una domanda di grazia, suggerimento che il detenuto respinse seccamente. Il 17 maggio 1933 un'ulteriore crisi lo costrinse a letto per vari giorni; il 7 dicembre dello stesso anno, anche in esito a una campagna di stampa condotta all'estero dalla stampa antifascista, Gramsci venne ricoverato, in stato di detenzione, nella clinica Cusumano di Formia. Il 26 ottobre 1934 venne posto in libertà condizionale, ma continuò a essere ricoverato nella stessa clinica; dopo varie istanze venne trasferito nella clinica Quisisana di Roma il 24 agosto 1935. Il 21 aprile 1937 riacquistò la piena libertà (la sua pena si era automaticamente ridotta a seguito di vari provvedimenti generali di amnistia e di indulto), ma era ormai in fin di vita: morì in clinica per un'emorragia cerebrale il 27 aprile 1937.

### Le trattative per la liberazione e il contrasto col Partito comunista
Le lettere di Gramsci della cattività vertono spesso sulla lotta che il prigioniero condusse per la propria liberazione. Molti riferimenti, che risultano oscuri nel testo gramsciano per la necessità di eludere la censura carceraria, sono stati chiariti dagli storici ricorrendo alla contemporanea corrispondenza fra altri attori della vicenda (fra cui i membri della famiglia Schucht, Piero Sraffa, i dirigenti del PCI all'estero).

#### Indisponibilità a chiedere grazia
Gramsci rifiutò sempre qualsiasi ipotesi di chiedere (o che altri chiedesse per lui) gesti di clemenza da parte del regime fascista. Sospettando che i familiari potessero richiedere a sua insaputa una domanda di grazia a Mussolini, e sapendo che essa avrebbe avuto l'oggettivo significato di un suo cedimento politico, egli scrisse già nel dicembre 1928 al fratello Carlo:
Gramsci non rinunciò tuttavia mai «alla rivendicazione di un diritto formalizzato in leggi o in regolamenti (come avere calamaio, penna e carta, leggere libri, andare in un penitenziario per malati, vivere da solo in cella anziché in camerone con altri, inoltrare istanze per la revisione del processo, chiedere la libertà condizionale)». Egli inoltre contò sempre sulla possibilità di una sua liberazione per via diplomatica, tramite trattative che il governo dell'U.R.S.S. avrebbe dovuto condurre col governo italiano. Un approccio in questo senso, che avrebbe previsto la mediazione del Vaticano e sarebbe consistito in uno scambio di prigionieri (alcuni sacerdoti detenuti in Russia da scarcerare in cambio della liberazione di Terracini e Gramsci), fallì nei primi mesi del 1928 per la temporanea indisponibilità di Mussolini (che, per motivi propagandistici, intendeva attendere la sentenza di condanna prima di compiere eventualmente un atto di clemenza) e per la scarsa determinazione con cui il governo sovietico condusse la trattativa. In una lettera del 25 luglio 1928 Tania accennò a un'ulteriore iniziativa di Togliatti, il quale aveva suggerito a Bucharin (allora presidente del Comintern) di approfittare del salvataggio di alcuni superstiti del dirigibile Italia da parte del rompighiaccio sovietico Krassin per rivolgere un appello al governo italiano per la liberazione di Gramsci; nemmeno questa iniziativa andò a buon fine, forse a causa della contemporanea rimozione di Bucharin dal vertice dell'Internazionale.

#### Il "tentativo grande"
Cinque anni più tardi, il miglioramento delle relazioni diplomatiche fra Italia e U.R.S.S. (che sarebbe sfociato nel patto italo-sovietico del 5 settembre 1933) e l'aspettativa di un decreto di amnistia, che avrebbe ridotto la pena di Gramsci e facilitato la sua liberazione condizionale, indussero quest'ultimo a intraprendere un ulteriore tentativo, di cui conosciamo i contorni, più che dalle lettere del prigioniero (che vi allude solamente), da due lettere di Tatiana, rispettivamente a Giulia e a Sraffa, del febbraio 1933. Nella lettera a Giulia datata 9 febbraio Tania illustra due tentativi da portare avanti contemporaneamente, ossia la trattativa che avrebbe potuto portare all'espatrio di Gramsci in Unione Sovietica e un'istanza (più limitata) volta a ottenere la libertà condizionale:

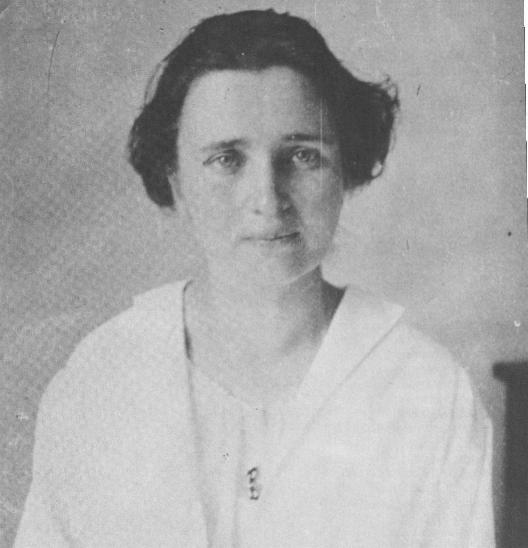
Tatiana Schucht

Nella lettera a Sraffa dell'11 febbraio Tania scrive che, secondo Gramsci, il «tentativo grande» per la sua liberazione potrà avere successo alla condizione che «gli amici italiani non debbono assolutamente essere messi al corrente di ciò che si vorrà fare».
La scarsa fiducia manifestata da Gramsci nei confronti dei «compagni italiani» dipendeva non solo dal precedente episodio della "strana lettera", ma anche dal difficile rapporto che in quegli anni il rivoluzionario sardo sperimentava col partito comunista italiano. Già prima dell'arresto, nell'ottobre 1926, egli era entrato in polemica con Togliatti a causa del rifiuto di quest'ultimo a inoltrare una lettera che lo stesso Gramsci aveva indirizzato al Partito comunista dell'U.R.S.S., contenente critiche relative alle lotte interne al partito sovietico. Nel 1930, in una serie di conversazioni con altri detenuti comunisti nel carcere di Turi, Gramsci aveva manifestato apertamente la propria netta contrarietà alla "svolta", ossia alla linea che il partito italiano stava seguendo in applicazione della teoria del "terzo periodo".
Con l'esposizione delle sue idee Gramsci suscitò l'accesa ostilità degli altri detenuti comunisti di Turi, che giunsero fino a escluderlo dal collettivo e a redigere una lettera di denuncia contro di lui diretta al centro estero del partito. La sua acuta percezione di isolamento, aggravata probabilmente dal fatto che su un giornale comunista era apparso nel dicembre 1932 un giudizio di condanna di iniziative politico-diplomatiche volte alla liberazione dei prigionieri, lo rafforzò nella convinzione che il partito non si interessasse fattivamente della sua liberazione e anzi volesse la sua liquidazione politica.
Nel febbraio del 1933 la segreteria del partito a Parigi affrontò la questione della libertà condizionale di Gramsci, e deliberò di autorizzarlo a chiederla «in termini strettamente giuridici», aggiungendo: «La famiglia appoggi la domanda riferendosi alle condizioni di salute. Se gli si presenta dichiarazione da firmare deve firmare che non darà attività per il PC». La rinuncia a svolgere «attività per il PC» non rientrava, in realtà, fra i requisiti richiesti dalla legge per chiedere la libertà condizionata. Secondo Giuseppe Vacca, il fatto che il partito avesse autorizzato Gramsci «a sottoscrivere una dichiarazione di rinuncia all'attività politica introduceva [...] una clausola ultronea rispetto alla lettera della legge, che poteva essere interpretata come volontà di facilitare la concessione del provvedimento, ma anche come auspicio che Gramsci rinunciasse al suo ruolo politico. Alla luce dei contrasti verificatisi col partito fin dall'ottobre 1926, egli evidentemente propendeva per la seconda interpretazione perché comunque la sottoscrizione di una tale dichiarazione avrebbe potuto essere adoperata dopo la sua liberazione per contestarne la leadership».
In una lettera a Tania, del 27 febbraio 1933, Gramsci condensò le sue accuse al partito italiano, all'Internazionale Comunista e alle autorità sovietiche, coinvolgendo anche la moglie Giulia nel rimprovero di averlo «condannato» alla detenzione:
In una lettera del 6 marzo Gramsci (utilizzando sempre un linguaggio cifrato) avvertiva che se, anche questo tentativo di liberazione fosse fallito per colpa del Partito comunista, l'intera sua personalità avrebbe potuto essere «inghiottita da un nuovo "individuo" con impulsi, iniziative, modi di pensare diversi da quelli precedenti»: secondo Giuseppe Vacca, Gramsci formulava così la velata minaccia di abbandonare il partito. Informato della posizione di Gramsci, Togliatti rispose lanciando, il 27 marzo, una campagna d'opinione internazionale per l'anticipazione della libertà condizionata del detenuto. Sempre secondo Vacca, l'iniziativa era impostata in modo tale da far capire a Gramsci che il partito e l'Internazionale erano realmente impegnati nella sua liberazione, che il partito italiano non avrebbe interferito in eventuali iniziative diplomatiche sovietiche, ma che d'altra parte se (come Gramsci sospettava) «la clausola della eventuale rinuncia a svolgere attività politica» avesse implicato la «fine politica» del prigioniero, «tale comunque era la volontà di Stalin, alla quale non si poteva resistere».

#### Ricovero in clinica e libertà condizionata
Dopo la visita in carcere del professor Arcangeli, il 20 marzo del 1933, che certificò le gravi condizioni di salute del prigioniero, Tania inoltrò subito al ministero una domanda per il trasferimento di Gramsci in clinica. Dopo la pubblicazione su un giornale comunista francese del referto di Arcangeli si sviluppò un'intensa campagna per la liberazione del detenuto, cui parteciparono esponenti dell'intera sinistra (fra cui repubblicani, socialisti e trotskisti). Tale pubblicazione, peraltro, fece temere a Gramsci che la trattativa diplomatica per la sua liberazione ne risultasse compromessa e suscitò una sua durissima protesta contro il proprio partito, espressa (in forma cifrata) in due lettere rispettivamente del 16 e del 29 maggio.
Il 27 giugno Gramsci indirizzò un'istanza alla direzione generale delle carceri per protestare contro il «regime di tortura», consistente nella privazione del sonno, cui veniva sottoposto da oltre due anni nel carcere di Turi ad opera delle guardie carcerarie e che gli aveva rovinato la salute:
L'istanza, che denunciava gli abusi delle guardie carcerarie chiamando in causa «con velato sarcasmo» l'amministrazione generale del sistema, era redatta in modo tale da costringere le autorità a intervenire: «se l'esposto fosse stato utilizzato dalla stampa antifascista internazionale, avrebbe recato un colpo all'immagine "legge e ordine" del regime». Con esso Gramsci ottenne, nell'immediato, di essere trasferito in una cella meno rumorosa.
Un esposto a Mussolini presentato a fine agosto dal fratello di Gramsci, Carlo, ottenne il trasferimento del detenuto dapprima all'ospedale del carcere di Civitavecchia (19 novembre) e poi (7 dicembre) nella clinica del dottor Cusumano a Formia. Con una lettera del 17 novembre Sraffa comunicò invece a Tania il fallimento del "tentativo grande", senza spiegarne i motivi: Vacca avanza due ipotesi, ossia l'indisponibilità del governo sovietico a presentare la richiesta della liberazione di Gramsci, oppure indiscrezioni raccolte dallo zio di Sraffa negli ambienti fascisti secondo cui tale richiesta, qualora presentata, non sarebbe comunque stata accolta. Un incontro fra Mussolini e il ministro degli esteri sovietico Litvinov ebbe luogo il 3 dicembre, ma in esso l'esponente russo non fece alcun cenno ad Antonio Gramsci.
Il 24 settembre 1934, dalla clinica di Formia dove era ricoverato sotto custodia dei Carabinieri, Gramsci indirizzò direttamente a Mussolini l'istanza per l'ottenimento della libertà condizionata:

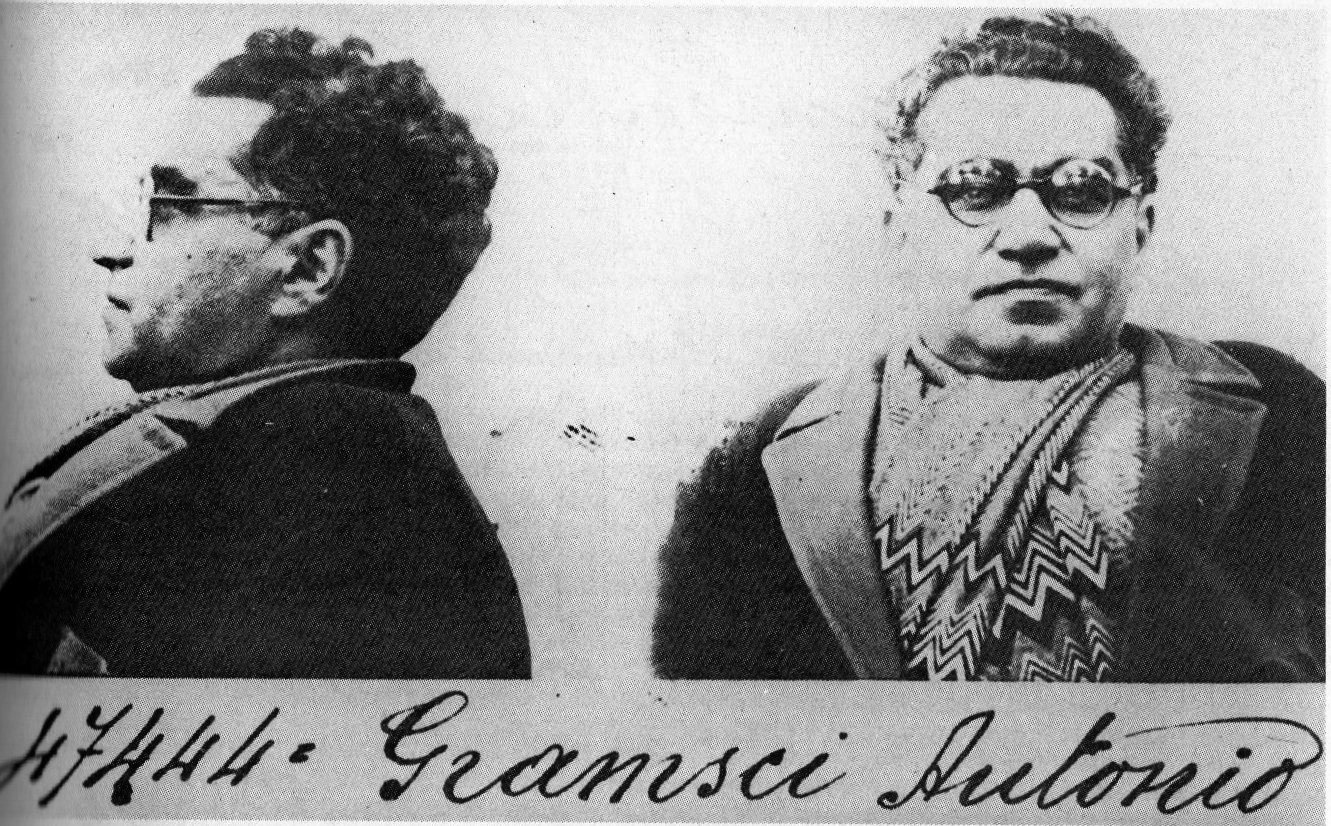
Foto segnaletica di Gramsci, 1933

L'istanza fu accolta, ma il 14 ottobre Gramsci ricevette la visita di un ispettore capo di polizia il quale gli chiese un impegno scritto a non fare di tale concessione un argomento di propaganda antifascista. Gramsci redasse una dichiarazione con la quale affermava di voler rimanere per il momento nella clinica di Formia e aggiungeva: «Sono d'avviso che il beneficio che sta per essermi concesso non è da attribuirsi a cause politiche e, per quanto mi riguarda, assicuro di non servirmi di questo provvedimento per fare della propaganda né in Italia né all'estero».
Commentando tale dichiarazione, Vacca osserva che Gramsci «sapeva che il Duce aveva come primo obiettivo quello di piegarlo. Ma sapeva anche che la sua morte in carcere gli avrebbe inferto un duro colpo innanzitutto nell'immagine internazionale», e argomenta che la battaglia di Gramsci «per la libertà condizionata si concludeva [...] senza l'ombra di una concessione al regime fascista», nonostante il compromesso (che Vacca giudica più apparente che reale) costituito dall'impegno del prigioniero a non propagandare il risultato ottenuto.

#### La richiesta di espatrio
Nonostante il fatto che già dal 1933 l'ambasciatore sovietico Potëmkin si fosse interessato per far chiedere dal proprio governo a quello italiano la liberazione di Gramsci, durante tutto il 1934 non vi era stata nessuna decisione sovietica in tal senso. Mentre continuavano le campagne d'opinione del PCI all'estero sulla sua sorte (condotte in modo propagandistico, enfatizzando sul piano umanitario la sua condizione di martire dell'antifascismo), Gramsci nei suoi colloqui con Tania «giunse [...] a formulare un'accusa esplicita al partito di volerlo eliminare politicamente». Il 24 agosto 1935, dopo varie altre istanze che Gramsci (insoddisfatto della qualità delle cure alla clinica Cusumano) rivolse alle autorità, egli fu trasferito alla clinica Quisisana di Roma.
Nell'aprile del 1937, poco prima del termine della sua pena, Gramsci chiese a Sraffa di compilare per lui uno schema di istanza per l'autorizzazione a raggiungere la moglie e i figli in Russia. In una lettera a Giulia del 15 aprile, Tania scrive:
Sraffa compilò il 18 aprile la bozza di istanza che Gramsci gli aveva chiesto e che si concludeva chiedendo che al prigioniero fosse «consentita l'autorizzazione necessaria per raggiungere la moglie e ottenere dall'affetto e dall'appoggio di questa qualche conforto morale all'infermità dalla quale il sottoscritto è afflitto, che non c'è speranza possa alleviarsi e che è tale da renderlo di peso e di nessun aiuto a chi gli sta vicino»; ma Gramsci non fece in tempo a inoltrarla prima di morire. Secondo Vacca la richiesta «aveva motivazioni esclusivamente familiari e conteneva un presentimento della fine che induce a domandarsi se Gramsci, ormai, volesse trasferirsi a Mosca per ricominciare a vivere, o per finire i suoi giorni accanto ai suoi cari».

### Gli affetti familiari
Fin quando fu in attesa di giudizio, Gramsci poté intrattenere corrispondenza con suoi amici e conoscenti (si conservano, fra poche altre, alcune sue lettere a Giuseppe Berti e a Piero Sraffa). Dopo la condanna da parte del Tribunale speciale, e fino alla concessione della libertà condizionata, solo ai suoi parenti fu concesso visitarlo in carcere, scrivergli e ricevere sue lettere. La stessa Tania poté continuare ad interloquire con Gramsci e ad assisterlo solo dopo che le autorità carcerarie ebbero ottenuto la prova documentale che i due erano cognati. Dopo la sentenza, e fino alla sua morte, i destinatari delle lettere di Gramsci furono dunque la cognata Tatiana (cui furono indirizzate la maggior parte delle lettere), la moglie Giulia, i figli Delio e Giuliano, la madre Giuseppina Marcias e i fratelli Carlo, Gennaro, Grazietta e Teresina. Nessuna delle lettere ha come destinatario il padre, Francesco Gramsci, che morì poche settimane dopo suo figlio Antonio.
Negli anni della prigionia Gramsci e Tatiana maturarono un rapporto molto assiduo, intenso e complesso, talora conflittuale, sia per via epistolare sia tramite i radi colloqui consentiti dal regolamento carcerario. Tania si assunse il ruolo di «angelo custode» di Antonio, assistendolo moralmente e materialmente con eccezionale abnegazione. Antonio riconobbe sempre il suo debito verso Tania e in una certa misura ricambiò i sentimenti di lei, ma le sue lettere contengono anche manifestazioni d'irritazione e d'insofferenza cui Tania rispose senza alcuna arrendevolezza, respingendo i tentativi di chiusura da parte del cognato.
Uno dei compiti che Tania si assunse fu quello di mediare fra Gramsci e la moglie Giulia (rimasta in Russia con i due figli minori); un rapporto coniugale che, dall'arresto di Gramsci, poté svolgersi solo per via epistolare e che ben presto apparve difficile, segnato da difficoltà di comunicazione, reticenze, incomprensioni e lunghe interruzioni della corrispondenza. Il fatto che Giulia gli scrivesse poche e generiche missive fu per Gramsci un rovello, anche perché il prigioniero non conobbe inizialmente le cause dei silenzi della moglie. In realtà Giulia aveva cominciato a soffire di una grave forma di depressione maggiore (all'epoca non diagnosticata come tale), che venne curata dapprima con una rudimentale terapia farmacologica e poi mediante la psicoanalisi. Il malessere di Giulia era acuito da una situazione familiare difficile (ella viveva con il padre Apollon e la sorella maggiore Eugenia, entrambi ostili al legame di Giulia con Gramsci) e probabilmente anche «dall'atmosfera di rigida sorveglianza e di perenne sospetto che aleggiava nell'Urss staliniana del tempo».
Solo a partire dal 1931, dopo che Giulia ebbe finalmente informato il marito della propria malattia, una certa comunicazione fra i coniugi poté riavviarsi, anche grazie agli sforzi di Tania che non cessava di incoraggiare entrambi a mantenersi in contatto. Una lettera di Giulia dell'estate 1931 contiene le prime notizie precise sul suo male (raccontate, come osserva uno storico, «non senza ironia»):

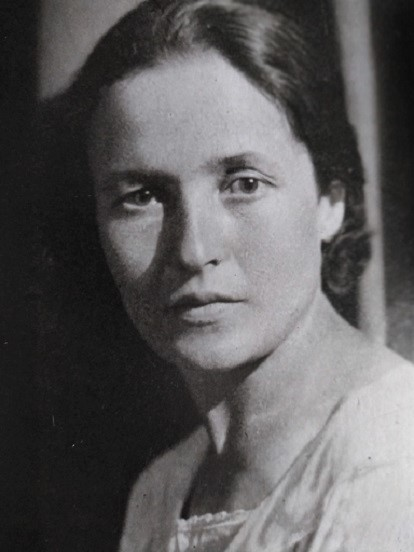
Giulia Schucht nel 1932

Alla fine del 1932, però, Gramsci giunse a prospettare l'idea di proporre a Giulia una separazione, e ne scrisse a Tania in una drammatica lettera dalla quale traspare (secondo il biografo Angelo d'Orsi) «un dolore così grande da non poter essere esplicitato neanche a se stesso».
Ancora una volta fu Tania a dissuadere Gramsci da tale proposito, facendogli comprendere che il suo amore per la moglie era ancora ricambiato.
La sofferenza di Gramsci era inoltre esacerbata dall'«infinito rammarico» della sua lontananza dai figli, dall'amarezza di non poter contribuire alla loro educazione e dal «senso di colpa verso Giulia, su cui interamente ricadeva il peso di cura, accudimento e dell'educazione». Nella corrispondenza con i figli cercò comunque di ritagliarsi un ruolo pedagogico, anche tramite l'espediente di raccontare loro una serie di «favole autobiografiche basate sui ricordi d'infanzia», come quella indirizzata al figlio primogenito Delio (all'epoca settenne) contenuta in una lettera del 22 febbraio 1932:
Un ruolo pedagogico Gramsci cercò di esercitare anche nei confronti della nipotina Edmea (nata nel 1920), figlia di suo fratello Gennaro, la quale viveva in Sardegna in casa della famiglia d'origine di Gramsci.
Le lettere che Gramsci scrisse ai propri familiari in Sardegna sono ricche di riferimenti al folklore sardo e manifestano il suo interesse per le vicende del paese che non poté più rivedere. La madre, Giuseppina Marcias, morì nel dicembre 1932, ma la notizia gli fu tenuta nascosta fino al 1936. Lo stesso giorno gli fu data notizia della morte del suocero, avvenuta nel 1933, e gli furono consegnate le lettere di Giulia che parlavano del triste evento. In una lettera a Giulia dell'ottobre 1936 Gramsci commenta negativamente quella che egli definisce come «falsa pietà»:

## Storia editoriale
Il 12 maggio 1937, Togliatti inviò da Mosca una lettera al Centro estero del partito in cui sollecitava iniziative per commemorare Gramsci, fra cui un fascicolo de "Lo Stato operaio" (il periodico del PCI che si pubblicava a Parigi) da dedicargli interamente. In questo fascicolo, secondo Togliatti, avrebbero dovuto essere pubblicate alcune delle lettere dal carcere. Togliatti si proponeva inoltre di preparare a breve un'edizione in volume delle lettere e a questo scopo chiedeva che gli venisse inviata copia di tutte quelle di cui si era a conoscenza. Poco dopo, il fascicolo dello "Stato operaio" voluto da Togliatti pubblicò le cinque lettere della primavera 1932 sulla filosofia di Croce, con il titolo Benedetto Croce giudicato da Antonio Gramsci (Estratti di lettere dal carcere), accompagnate dall'annuncio redazionale secondo cui il PCI stava preparando l'edizione di un volume di scritti scelti e un altro di lettere dal carcere.
Tatiana Schucht, rimasta in Italia fino a dicembre 1938, inviò a più riprese in Russia (tramite l'ambasciata sovietica) alle proprie sorelle, Giulia e Eugenia, le lettere di Gramsci in suo possesso; tentò anche di farsi dare dai familiari di Gramsci in Sardegna le lettere che il prigioniero aveva loro inviato. All'inizio del 1939 il Comintern creò una "Commissione per il patrimonio letterario di Gramsci", di cui facevano parte le sorelle Schucht (ma Tania partecipò solo alla prima riunione); nel 1940 - nonostante l'iniziale ostilità delle Schucht - entrò a farne parte anche Togliatti, che alla fine dell'anno compilò un elenco dettagliato delle lettere comprendente 267 testi, di cui 223 del periodo della prigionia. Dopo l'invasione tedesca gli archivi del Comintern e le carte di Gramsci furono messi al sicuro a Ufa, in Baschiria; Togliatti diede disposizioni affinché il previsto volume delle Lettere di Gramsci fosse pubblicato negli Stati Uniti, ma "Lo Stato operaio" (che aveva ripreso ad uscire a New York) pubblicò solo, nella primavera del 1942, quattro delle cinque lettere già pubblicate sulla filosofia di Croce.
Al suo rientro in Italia, nel marzo 1944, Togliatti annunciò la prossima pubblicazione delle lettere e degli altri scritti di Gramsci:

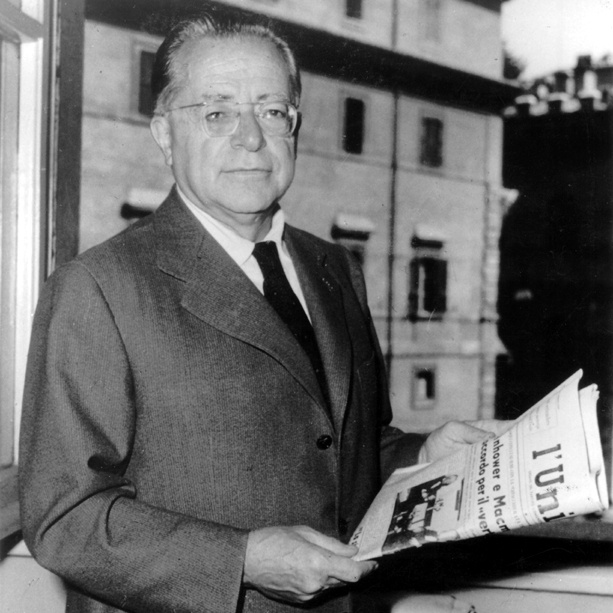
Palmiro Togliatti

Mentre alcuni progetti di pubblicazione con vari editori non andarono a buon fine, la rivista del PCI "Rinascita", nel suo primo numero uscito a Roma nel giugno 1944, ripubblicò per la terza volta il gruppo di lettere su Croce.
Le trattative portate avanti con l'editore Einaudi per la pubblicazione delle opere di Gramsci, comprendenti anche un volume di lettere, sfociarono in un'intesa siglata nel giugno 1945, secondo cui, tra l'altro, l'apparato critico dei singoli volumi avrebbe dovuto avere l'approvazione preventiva del Partito comunista. Sempre nel 1945 il partito varò una "Commissione per preparare e curare nel più breve termine possibile la pubblicazione degli scritti di Antonio Gramsci", di cui Togliatti era presidente e Felice Platone segretario. Nel 1946 la rivista "Il Politecnico" pubblicò una quindicina di lettere, di cui le quattro su Croce già più volte pubblicate e nove inedite.
Nel 1947, curato da Togliatti e Platone, apparve il volume Einaudi delle Lettere dal carcere, comprendente 218 lettere, precedute da un'avvertenza dei curatori che ne dichiarava la natura antologica:
Di fatto «le parti tagliate e le parti escluse con sistematicità erano innanzitutto quelle che rivelavano l'estremo sconforto, alcune asprezze del carattere [...] e gli episodi e i giudizi che avrebbero potuto offuscare l'immagine del Gramsci sereno nei confronti dei suoi interlocutori: il malcontento nei confronti di Giulia, le frequenti critiche all'atteggiamento dei familiari in Sardegna, i litigi con Tania, la disapprovazione manifestata con veemenza verso le iniziative prese senza consultarlo o non seguendo le sue indicazioni. Il combattente veniva tutelato espungendo i brani che lasciavano presagire o certificavano le crisi, i crolli e soprattutto la disperazione che avrebbero potuto far dubitare della forza di un uomo devastato fisicamente, ma intatto nello spirito». Vennero inoltre espunti tutti i riferimenti a ex dirigenti comunisti condannati dal Comintern (in primis Bordiga e Trockij) e non rimase nessun elemento che potesse far pensare a dissensi di Gramsci con il suo partito e con l'Internazionale comunista.
Il libro fu un grande successo di pubblico e di critica; fra le molte recensioni favorevoli si contarono quelle di Carlo Bo, Benedetto Croce, Giacomo Debenedetti, Alfonso Gatto e Pietro Pancrazi, anche se non mancarono critiche all'editore e ai curatori riguardanti il carattere antologico della pubblicazione, i tagli e le omissioni non adeguatamente motivate; vinse il premio Viareggio del 1947, che fu ritirato l'anno successivo dai due figli di Gramsci in visita in Italia; giunse nel 1951 alla settima ristampa.
Nel 1962 Giulio Einaudi propose a Togliatti una nuova edizione, questa volta integrale, delle Lettere; il segretario del PCI si disse subito d'accordo e s'impegnò personalmente per recuperare, dai familiari di Gramsci, tutte le lettere a loro indirizzate. Nel frattempo un altro progetto con l'editore il Saggiatore, avviato nel 1959 (anch'esso con l'approvazione di Togliatti), prevedeva la pubblicazione di un'ampia antologia di tutti gli scritti gramsciani; i primi due volumi dell'antologia, curata da Giansiro Ferrata e Niccolò Gallo, uscirono nel 1964 e compresero 77 lettere dal carcere inedite.
La nuova edizione delle Lettere uscì nel 1965 a cura di Sergio Caprioglio e Elsa Fubini e comprese 428 lettere di cui 119 inedite; tutte furono pubblicate nel testo integrale, con poche (e segnalate) eccezioni. A questa edizione aveva collaborato anche Piero Sraffa, sollecitato da Togliatti e da Giulio Einaudi. Per molti anni rimase l'edizione più completa disponibile. Da essa, nel 1971, Paolo Spriano trasse un'antologia di 156 lettere, più volte ristampata.
Alcune lettere inedite, donate dal figlio Giuliano nel 1985 all'Istituto Gramsci assieme ad altri documenti, furono pubblicate in un volumetto nel 1986. Assieme ad altri inediti esse furono ripubblicate nel 1988 in un'edizione allegata a "l'Unità", che riproponeva la raccolta del 1965 (privata dell'apparato critico) con, in appendice, 28 lettere ritrovate dopo tale data. Tredici lettere inedite di Giulia Schucht furono pubblicate nel 1987 in un volume che raccoglieva le lettere di Gramsci alla moglie. Nel 1991 apparve una raccolta di lettere di Tatiana Schucht indirizzate ai familiari di Gramsci in Sardegna e ai propri in Russia. Lo stesso anno apparve un'edizione delle lettere di Sraffa a Tania, che fu subito criticata per la scelta del curatore di pubblicare solo le lettere di Sraffa e non anche quelle di Tania a quest'ultimo.
Dopo la pubblicazione nel 1996, a cura di Antonio A. Santucci, di una edizione completa di tutte le Lettere dal carcere conosciute fino ad allora, la novità più rilevante fu l'uscita, nel 1997, del carteggio integrale fra Gramsci e Tatiana Schucht, a cura di Aldo Natoli e Chiara Daniele, comprendente 856 lettere, di cui 248 di Gramsci e 652 di Tania. Il testo era preceduto da un'introduzione molto polemica di Natoli, che denunciava sia omissioni e reticenze delle prime edizioni delle lettere gramsciane, sia la complessiva sottovalutazione, da parte degli studiosi, della figura e del ruolo di Tatiana Schucht, che invece Natoli considerava fondamentale per la stessa sopravvivenza di Gramsci.
Rispondendo all'esigenza sempre più sentita di conoscere nella loro integralità anche le lettere dei corrispondenti di Gramsci, il piano dell'opera della Edizione nazionale degli scritti di Antonio Gramsci (istituita nel 1996) prevede la pubblicazione di tutto il carteggio, comprendente tanto le lettere indirizzate a Gramsci, quanto le lettere fra Tania e i familiari (propri e di Gramsci) e fra lei e Sraffa.
Nel 2020 è stata pubblicata una nuova edizione critica delle Lettere dal carcere, a cura di Francesco Giasi, comprendente 511 testi, di cui 12 inediti. Di molte lettere, rimaste senza data nelle precedenti edizioni, è stata proposta un'ipotesi di datazione. Nell'apparato critico sono spesso citati ampi brani delle lettere ricevute da Gramsci e di quelle scambiate fra loro dagli interlocutori del dirigente comunista. Nella sua introduzione il curatore osserva che le «lettere ancora mancanti sono certamente molte decine», essendo andati dispersi, in particolare, parecchi testi del periodo 1927-28.